# Choteo
Der Begriff choteo wurde erstmals 1928 von Jorge Mañach in einem Vortrag in Havanna benutzt, der unter dem Titel Indagación del Choteo veröffentlicht wurde. Mit choteo beschreibt Mañach die kubanische Tendenz, „nichts ernst zu nehmen“ und „alles durch den Kakao zu ziehen“, die jenseits dieser folkloristisch-populären Ausrichtung auch als Instrument des Widerstandes gegen falsche soziale Hierarchien und schematische Machtstrukturen fungiert.

## „Choteo“ im real existierenden Sozialismus
Auch heutzutage bietet diese alteingesessene Kulturtechnik vielen Kubanern wieder ein unauffälliges und ungefährliches Ausdrucksmittel der Auflehnung gegen die Staatsautorität. Zudem hat choteo hierbei eine Ventilfunktion für Alltagsprobleme und ist seit Beginn der Wirtschaftskrise („Sonderperiode in Friedenszeiten“) buchstäblich zu einer soziokulturellen (Überlebens-)Strategie geworden.